# Ecnomiomorpha rondoniae
Ecnomiomorpha rondoniae es una especie de polilla tortrix perteneciente a la tribu Cochylini, de la subfamilia Tortricinae, orden Lepidoptera.
Fue descrita por Józef Razowski y Becker en 1999. Aparece registrada y publicada en una sección de la revista Acta Zoologica Cracoviensia 42: 302.

## Distribución
Se distribuye por América del Sur, específicamente en Brasil, en el estado de Rondonia, en Porto Velho.